# Pomnik Powstańców Wielkopolskich w Terespotockiem
Pomnik Powstańców Wielkopolskich w Terespotockiem – pomnik powstańców wielkopolskich z odsłonięty w 1999 r. we wsi Terespotockie, w gminie Opalenica. Stoi na miejscu pomnika niepodległościowego z 1921 r., który został zniszczony w czasie okupacji hitlerowskiej. Inicjatywa budowy obecnego monumentu zrodziła się po artykule na ten temat lokalnego regionalisty Bogumiła Wojcieszaka w "Echach Opalenickich". Pomnik z kamieni polnych w kształcie ostrosłupa wznosi się na cokole, na marmurowej tablicy poniżej umieszczono napis: "Powstańcom wielkopolskim mieszkańcom wsi Terespotockie poległym w walce o niepodległą Polskę w 80-rocznicę wybuchu Powstania Wielkopolskiego. Społeczeństwo ziemi opalenickiej." 